# Wybory prezydenckie w Mołdawii w 2009 roku (maj-czerwiec)
Wybory prezydenckie w Mołdawii w maju i czerwcu 2009 roku – przeprowadzone przez mołdawski parlament, stanowiły proces wyborczy mający na celu wyłonienie nowego prezydenta. W dniach 20 maja i 3 czerwca 2009 przeprowadzono dwie nieudane tury głosowań.
Urzędujący od 2001 prezydent Vladimir Voronin po dwóch kadencjach (i przy prawnej niedopuszczalności objęcia tego stanowiska po raz trzeci) został w dniu 12 maja 2009 wybrany przewodniczącym parlamentu (Parlamentul Republicii Moldova) nowej kadencji. W rezultacie wyborów parlamentarnych z 5 kwietnia 2009 rządzący komuniści z Partii Komunistów Republiki Mołdawii utrzymali większość bezwzględną (60 na 101 mandatów). Wynik ten nie dał jednocześnie PCRM większości umożliwiającej samodzielny wybór nowego prezydenta z uwagi na regulacje co do kworum – wybór prezydenta może nastąpić przy udziale w głosowaniu co najmniej 3/5 (tj. 61) posłów.
Komuniści do wyborów nominowali jako swoją główną kandydatkę urzędującą premier, Zinaidę Greceanîi. Jednocześnie cała parlamentarna opozycja (Partia Liberalna, Partia Liberalno-Demokratyczna i Partia Sojusz Nasza Mołdawia), już po ogłoszeniu wyników wyborów parlamentarnych, uznanych przez jej liderów za sfałszowane, zadeklarowała bojkot głosowania.
Pierwsza runda wyborów odbyła się w parlamencie 20 maja 2009. Żaden z posłów opozycji nie wziął udziału w głosowaniu, co uniemożliwiło elekcję następcy Vladimira Voronina. Zinaida Greceanîi otrzymała 60 głosów, zgłoszony również przez komunistów doktor nauk medycznych Stanislav Groppa – 0.
Drugie podejście było przewidziane początkowo na 28 maja, jednak tego samego dnia komuniści przegłosowali przesunięcie tej rundy. Decyzję tę ich liderka w parlamencie, Maria Postoico, motywowała zbieżnością tej daty ze świętem Wniebowstąpienia.
2 czerwca 2009 na stronę opozycji przeszedł poprzedni przewodniczący parlamentu, poseł Marian Lupu, który wystąpił z PCRM, krytykując ją za niedemokratyczność. Dzień później przeprowadzono drugie głosowanie pomiędzy kandydaturami urzędującej premier i jej komunistycznego kontrkandydata, którym został Andrei Neguta, ambasador Mołdawii w Rosji. Wybory te swoim wynikiem nie doprowadziły do rozstrzygnięcia. Greceanîi ponownie otrzymała 60 głosów, o jeden mniej niż wymagana większość 3/5 głosów w 101-osobowym parlamencie, a opozycja nie wzięła udziału w głosowaniu. Spowodowało to konieczność rozpisania przedterminowych wyborów parlamentarnych i powtórzenia procesu wyboru prezydenta.